# Morulina
Genre
Morulina est un genre de collemboles de la famille des Neanuridae.

## Liste des espèces
Selon Checklist of the Collembola of the World (version du 7 octobre 2019) :
- Morulina alata Yosii, 1954
- Morulina alia Christiansen & Bellinger, 1980
- Morulina australis Tanaka, 1984
- Morulina callowayia Wray, 1953
- Morulina crassa Christiansen & Bellinger, 1980
- Morulina delicata Bernard, 2006
- Morulina gigantea (Tullberg, 1877)
- Morulina gilvipunctata (Uchida, 1938)
- Morulina himalayana Cassagnau, 1997
- Morulina mackenziana Hammer, 1953
- Morulina multatuberculata (Coleman, 1941)
- Morulina nucifera Palacios-Vargas & Gao, 2013
- Morulina orientis Tanaka, 1984
- Morulina pallidissima Cassagnau, 1997
- Morulina pawlowskii Deharveng & Weiner, 1984
- Morulina stevehopkini Palacios-Vargas & Simón-Benito, 2007
- Morulina theeli Babenko & Fjellberg, 2001
- Morulina thulensis Hammer, 1953
- Morulina triverrucosa Tanaka, 1978
- Morulina verrucosa (Börner, 1903)

## Publication originale
- Börner, 1906 : Das System der Collembolen nebst Beschreibung neuer Collembolen des Hamburger Naturhistorischen Museums. Jahrbuch der Hamburgischen Wissenschaftlichen Anstalten, vol. 23, no 2, p. 147-186 (texte intégral).